# Kacklesjön (Åsenhöga socken, Småland, 636440-138508)
Kacklesjön är en sjö i Gnosjö kommun i Småland och ingår i Lagans huvudavrinningsområde. Sjön har en area på 0,07 kvadratkilometer och ligger 175 meter över havet. Kacklesjön ligger i Marieholmsskogens Natura 2000-område. Sjön avvattnas av vattendraget Marieholmskanalen (Modalaån). Vid provfiske har abborre, gädda och mört fångats i sjön.

## Delavrinningsområde
Kacklesjön ingår i det delavrinningsområde (636414-138502) som SMHI kallar för Inloppet i Mosjön. Avrinningsområdets medelhöjd är 244 meter över havet och ytan är 24,07 kvadratkilometer. Det finns inga delavrinningsområden uppströms utan avrinningsområdet är högsta punkten. Marieholmskanalen (Modalaån) som avvattnar avrinningsområdet har biflödesordning 3, vilket innebär att vattnet flödar genom totalt 3 vattendrag innan det når havet efter 198 kilometer. Delavrinningsområdet består mestadels av skog (91 procent). Avrinningsområdet har 0,53 kvadratkilometer vattenytor vilket ger det en sjöprocent på 2,2 procent.